# Голланд (Огайо)
Голланд (англ. Holland) — селище (англ. village) в США, в окрузі Лукас штату Огайо. Населення — 1820 осіб (2020).

## Географія
Голланд розташований за координатами 41°37′9″ пн. ш. 83°42′28″ зх. д. / 41.61917° пн. ш. 83.70778° зх. д. (41.619043, -83.707705).  За даними Бюро перепису населення США в 2010 році селище мало площу 2,56 км², уся площа — суходіл.

## Демографія
Згідно з переписом 2010 року, у селищі мешкали 1764 особи в 749 домогосподарствах у складі 430 родин. Густота населення становила 688 осіб/км².  Було 782 помешкання (305/км²).
Расовий склад населення:
| - 84,1 % — білих - 10,4 % — чорних або афроамериканців - 2,9 % — азіатів - 0,3 % — корінних американців - 1,0 % — осіб інших рас |

До двох чи більше рас належало 1,2 %. Частка іспаномовних становила 4,0 % від усіх жителів.
За віковим діапазоном населення розподілялося таким чином: 21,0 % — особи молодші 18 років, 56,0 % — особи у віці 18—64 років, 23,0 % — особи у віці 65 років та старші. Медіана віку мешканця становила 45,2 року. На 100 осіб жіночої статі у селищі припадало 84,7 чоловіків;  на 100 жінок у віці від 18 років та старших — 80,7 чоловіків також старших 18 років.
Середній дохід на одне домашнє господарство  становив 60 182 долари США (медіана — 47 250), а середній дохід на одну сім'ю — 78 821 долар (медіана — 72 802). Медіана доходів становила 54 028 доларів для чоловіків та 36 389 доларів для жінок. За межею бідності перебувало 4,9 % осіб, у тому числі 2,0 % дітей у віці до 18 років та 6,9 % осіб у віці 65 років та старших.
Цивільне працевлаштоване населення становило 742 особи. Основні галузі зайнятості: освіта, охорона здоров'я та соціальна допомога — 27,4 %, виробництво — 13,9 %, роздрібна торгівля — 13,3 %.